# Transmission Lorenc
Transmission Lorenc war ein belgischer Hersteller von Automobilen. Der Markenname lautete Lorenc.

## Unternehmensgeschichte
Das Unternehmen aus Brüssel stellte sowohl auf dem Pariser Autosalon im Dezember 1903 als auch auf dem Automobilsalon von Brüssel Anfang 1904 Fahrzeuge aus. 1904 endete die Produktion.

## Fahrzeuge
Das einzige Modell war mit zwei Einzylindermotoren von De Dion-Bouton ausgestattet. Jeder Motor trieb über eine Kette eines der Vorderräder an. Die Karosserieform Tonneau bot Platz für vier Personen.